# Jewie
Jewie (lit. Vievis, ros. Вевис, Евье) – miasto na Litwie, położone w okręgu wileńskim, 14 km od Elektren, nad jez. Jewie (Vievis).
Znajduje się tu stacja kolejowa Jewie (Vievis), położona na linii Wilno – Kowno.

## Historia

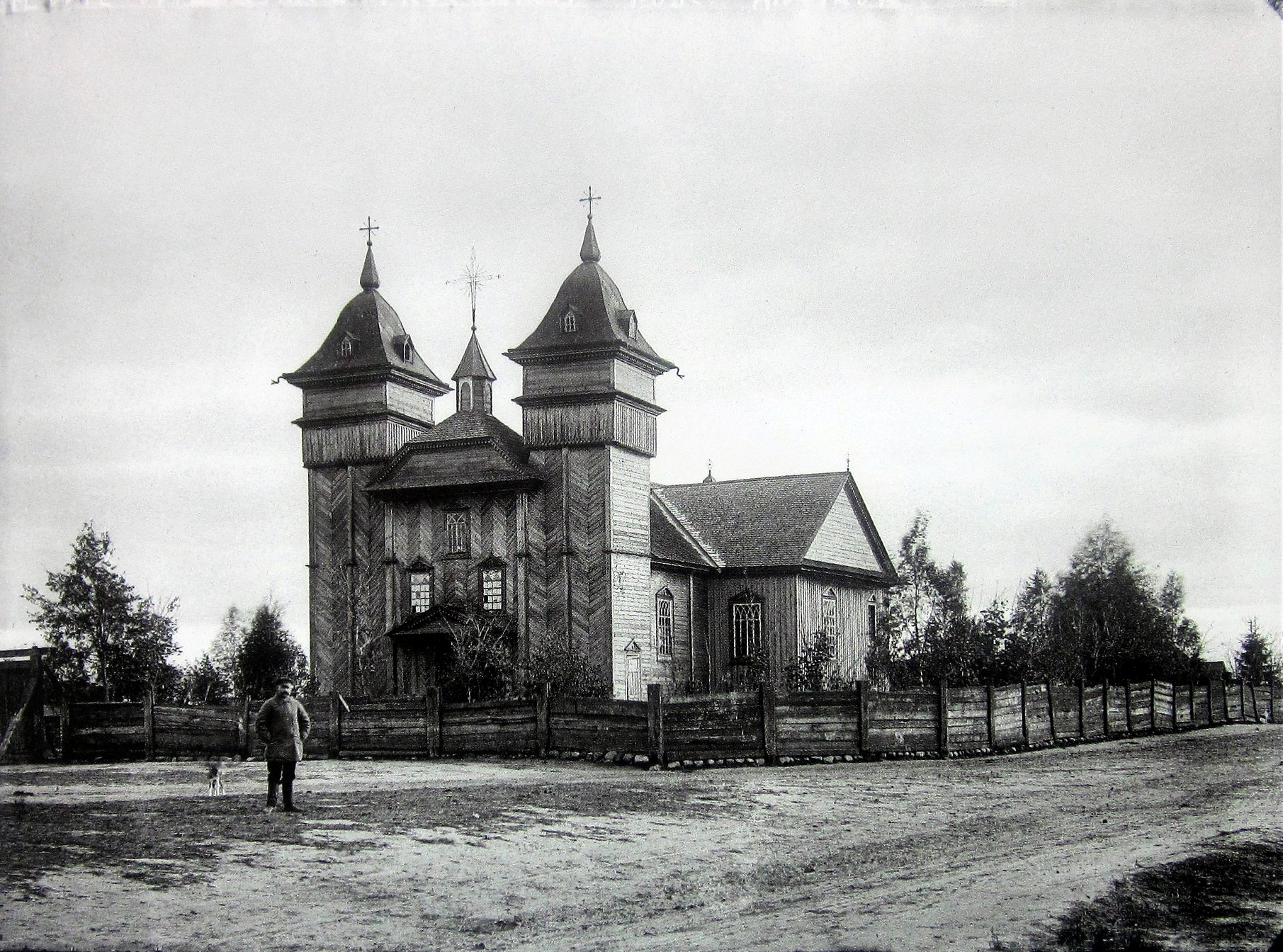
Dawny kościół ok. 1900 r.

Przed II wojną światową Jewie były jedną z gmin, które miały najwyższy współczynnik ludności polskiej na terenie Litwy (77%).
Podczas okupacji hitlerowskiej, w lipcu 1941 roku Litwini utworzyli getto dla żydowskich mieszkańców. Przebywało w nim około 400 osób. 22 września 1941 roku zlikwidowano getto, a Żydów wywieziono do getta w Siemieliszkach, by następnie ich wymordować. 